# Велоспорт на літніх Олімпійських іграх 2008 — маунтінбайк (жінки)
Гонка горбистою місцевістю у маунтинбайку серед жінок на літніх Олімпійських іграх 2008 пройшла 23 серпня. Взяли участь 30 спортсменок з 21 країни.

## Призери
| Золото                   | Срібло                   | Бронза                   |
| Сабіне Шпітц · Німеччина | Майя Влощовська · Польща | Ірина Калентьева · Росія |

## Змагання
| Місце | Спортсмен                     | Результат |
| ----- | ----------------------------- | --------- |
| 1     | Сабіне Шпітц (GER)            | 1:45:11   |
| 2     | Майя Влощовська (POL)         | 1:45:52   |
| 3     | Ірина Калентьева (RUS)        | 1:46:28   |
| 4     | Катарін Пендрель (CAN)        | 1:46:37   |
| 5     | Жень Чен'юань (CHN)           | 1:47:40   |
| 6     | Петра Хенці (SUI)             | 1:48:41   |
| 7     | Мері Мак-Коннелуг (USA)       | 1:50:34   |
| 8     | Джорджія Гулд (USA)           | 1:50:51   |
| 9     | Росара Джозеф (NZL)           | 1:51:07   |
| 10    | Олександра Давидович (POL)    | 1:51:21   |
| 11    | Елізабет Осль (AUT)           | 1:51:39   |
| 12    | Лю Ін (CHN)                   | 1:52:01   |
| 13    | Лене Бюберг (NOR)             | 1:53:19   |
| 14    | Елсбет ван Рой (NED)          | 1:53:30   |
| 15    | Наталі Шнайттер (SUI)         | 1:53:42   |
| 16    | Єва Лекнер (ITA)              | 1:58:22   |
| 17    | Лоренс Лебуше (FRA)           | 2:00:55   |
| 18    | Адельхайд Морат (GER)         | 2:02:25   |
| 19    | Жаклін Моран (BRA)            | -1 коло   |
| 20    | Ріе Катаяма (JPN)             | -1 коло   |
| 21    | Блажа Клеменчич (SLO)         | -1 коло   |
| 22    | Іоланда Спіді (RSA)           | -2 кола   |
| 23    | Віра Андрєєва (RUS)           | -2 кола   |
| 24    | Янка Штевкова (SVK)           | -2 кола   |
| 25    | Франческа Кампос (CHI)        | -2 кола   |
| 26    | Делліс Старр (AUS)            | -2 кола   |
| —     | Марі-Елен Премон (CAN)        | DNF       |
| —     | Гунн-Ріта Дахла Флесльо (NOR) | DNF       |
| —     | Тереза Гурікова (CZE)         | DNF       |
| —     | Марга Фульяна (ESP)           | DNF       |